# Harvard University Press
Harvard University Press (HUP) es una editorial fundada el 13 de enero de 1913, como una división de la Universidad de Harvard, y especializada en publicaciones académicas. En 2005, publicó 220 títulos nuevos. Es miembro de la Association of American University Presses. Su actual director es William P. Sisler y el redactor jefe es Susan Wallace Boehmer.
La editorial tiene su sede en Cambridge, Massachusetts, cerca de Harvard Square, y en Londres, Inglaterra.
Entre sus autores de mayor relevancia se encuentran Eudora Welty, Walter Benjamin, E. O. Wilson, John Rawls, Emily Dickinson, Stephen Jay Gould, Helen Vendler, y Carol Gilligan.
HUP ha prestado su nombre a la coma Harvard, ya que el manual de estilo de la editorial favorece su uso. Se trata de una coma colocada antes de la conjunción copulativa en las enumeraciones. Ejemplo: Andalucía. Extremadura, y Canarias.

## Sellos editoriales y series relacionadas
HUP es propietaria del sello editorial Belknap Press, que se inauguró en mayo de 1954 con la publicación de la Guía Harvard de la Historia Americana. La serie John Harvard Library se publica bajo el sello Belknap.
Harvard University Press distribuye la colección Loeb Classical Library y es editora de I Tatti Renaissance Library y de Dumbarton Oaks Medieval Library.
Otras editoriales de nombre similar son Harvard Business Press, que es parte de Harvard Business Publishing, y la independiente Harvard Common Press. La editorial estadounidense Harvard University Press se negó a publicar la traducción al inglés de El libro negro del capitalismo. Esa decisión ha puesto en entredicho la legitimidad de la HUP como un editor académico sesgado.